# Il mercante di pietre
Il mercante di pietre è un film del 2006 diretto da Renzo Martinelli.
La pellicola affronta il tema del terrorismo islamista.

## Trama
Ludovico Vicedomini, italiano cresciuto in Afghanistan assieme ai genitori ingegneri petroliferi, si unisce ai mujaheddin antisovietici. Da lì ha inizio la sua conversione all'islam e alla causa antioccidentale. La narrazione si sposta poi nel 2006 in Cappadocia (Turchia), dove Ludovico svolge apparentemente il mestiere di mercante di pietre ma in realtà è affiliato ad Al Qaida. Qui incontra Alceo e Leda, coppia in vacanza e decide di adescare la moglie per servirsene in previsione di un futuro attentato.
Alceo non è una persona qualunque. Mutilato alle gambe nell'attentato all'ambasciata americana a Nairobi (Kenya) nel 1998, è studioso di movimenti terroristici ed è ossessionato dal suo passato. Insegna alla Sapienza di Roma ed è editorialista del Messaggero, ma nonostante i suoi studi non fa distinzione tra islam in generale e Jihādismo, vero nazismo religioso.
Leda, sua moglie, dirigente dell'Alitalia, cede alle lusinghe di Vicedomini e sfrutta il suo lavoro come scusa per assentarsi da Roma e recarsi a Torino. La polizia, avvisata dal sospettoso Alceo, non crede alle accuse di terrorismo da lui rivolte a Ludovico e gli dice di farsi una ragione del nuovo amante di sua moglie.

Ma le cose si complicano: Vicedomini si innamora davvero della colomba con cui va a letto, e le rivela di essere un combattente antioccidentale senza però spiegarle che sta preparando un attentato. Intanto l'organizzazione ricorda al mercante che il tempo è maturo ma i suoi compagni capiscono che l'imprevisto innamoramento ha complicato le cose.
Così, mentre Alceo ormai abbandonato dalla moglie viene "visitato" da due sicari inviati per ucciderlo, Leda e Vicedomini stanno per imbarcarsi con l'auto a Calais (Francia) sul traghetto per Dover (Gran Bretagna). Lui non riesce a salire, e viene trattenuto a terra dai terroristi con l'inganno, mentre lei rimane sola sul traghetto con l'automobile sotto cui è sistemata una bomba sporca, contenente esplosivo e materiale radioattivo. Il traghetto detona all'ingresso nel porto inglese mentre lo sceicco Shahid diffonde la rivendicazione dell'azione.
Vicedomini intanto, conscio di stare per morire, pronuncia la testimonianza di fede islamica La ilaha illa Allah (Non c'è divinità fuorché Iddio) prima di essere freddato dai complici.

## Accoglienza
Morando Morandini nella sua recensione afferma: «Non è soltanto inattendibile, enfatico e grossolano come una pessima fiction TV, ma anche in malafede ... ». Anche Pino Farinotti non è gentile con la pellicola: «Il mercante di pietre non è giustificabile. Sia nel contenuto che nella confezione». Andrea Bellavita, di Segnocinema, lo definisce «Farneticante apologo anti-terrorista che fa sue le posizioni che ormai nemmeno il più estremista degli opinionisti avrebbe il coraggio di sostenere». Sulla rivista FilmTv Aldo Fittante critica anche gli aspetti formali del film: «... impossibile da salvare. Non tanto per il tema (...), quanto per la messa in scena e lo sguardo cinematografico, davvero pornografici». Lietta Tornabuoni di La Stampa conclude la sua recensione così: «film enfatico, spesso ridicolo».
Il regista Renzo Martinelli rispondendo a diversi critici li ha accusati di aver stroncato il film solamente perché non conforme ai dettami del politicamente corretto, e quindi per ragioni prettamente politiche.
A seguito di questo film il regista ha dichiarato di essere costretto ad andare in giro armato per paura di aggressioni da parte di terroristi islamici.
Al film ha collaborato Ali F. Schuetz, già vicepresidente dell'UCOII, nella veste di consulente delle questioni islamiche (sia per il regista che per gli attori H.Keitel e M.Abraham), che ha dovuto difendersi mediaticamente per la presunta collaborazione con il "nemico anti-islamico". Schuetz si difende dicendo che ha lavorato seriamente per correggere gli errori relativi all'Islam ma di aver trovato poco ascolto da parte del regista.

## Riconoscimenti
- 2007 - David di Donatello
  - Nomination Migliori effetti speciali visivi a Lumiq Studios